# Schaltsekunde

Anzeige einer Schaltsekunde auf einer Digitaluhr, die auf die Zeitzone UTC eingestellt ist:
Auf 23:59:59 folgt nicht wie sonst 00:00:00, stattdessen wird für eine Sekunde 23:59:60 angezeigt. Erst nach dieser Schaltsekunde wechselt die Anzeige auf 00:00:00.

Die Erde rotiert minimal langsamer, als bei der Definition der Sekunde zugrunde gelegt wurde; ein tatsächlicher mittlerer Sonnentag dauert daher um Sekundenbruchteile länger als 86.400 Sekunden. Dieser Effekt akkumuliert sich. Von Zeit zu Zeit wird deshalb eine Schaltsekunde in die koordinierte Weltzeit (UTC), eine Atomzeitskala, eingefügt, um sie mit der auf der Erdrotation basierenden Weltzeit (UT1), die näherungsweise mit der früher verwendeten Greenwicher mittleren Sonnenzeit (GMT) übereinstimmt, möglichst synchron zu halten (der Betrag der Differenz DUT1 = UT1 − UTC soll kleiner als 0,9 s sein).
In gewisser Weise sind Schaltsekunden mit Schalttagen vergleichbar:
- Schalttag: Da die Erde für die Umrundung der Sonne etwas länger als genau 365 Tage braucht, bis sie wieder an der gleichen Stelle ihrer Bahn – etwa am Frühlingspunkt – angelangt ist (die mittlere Bahngeschwindigkeit der Erde ist „zu langsam“), wird ein Schalttag eingefügt, bevor die Abweichung des Kalenders von der tatsächlichen astronomischen Situation einen ganzen Tag überschreitet.
- Schaltsekunde: Da die Erde bei ihrer Drehung um sich selbst im Mittel etwas länger als genau 24 Stunden, also 86.400 Sekunden, braucht, bis die Sonne auf ihrem Tagbogen wieder ihren Höchststand erreicht (die mittlere Eigenrotation der Erde ist „zu langsam“), wird eine Schaltsekunde eingefügt, bevor die Abweichung der koordinierten Weltzeit (die auf der physikalischen Definition der Sekunde beruht) vom mittleren Sonnentag (der auf der astronomischen Definition der Sekunde beruht) eine ganze Sekunde überschreitet.

Da die Rotationsgeschwindigkeit der Erde nichtperiodische Unregelmäßigkeiten aufweist, die nicht vorausberechenbar sind, erfolgt die Einfügung von Schaltsekunden bei Bedarf und nicht nach einem festen Muster. In den 1980er und 1990er Jahren geschah dies im Mittel etwa alle 18 Monate, im 21. Jahrhundert nahm die Häufigkeit ab. Im Jahr 2020 drehte sich die Erde sogar etwas schneller als mit der der Definition der Sekunde zugrunde liegenden Rotationsgeschwindigkeit, sodass man eine negative Schaltsekunde diskutierte.
Schaltsekunden werden vom Internationalen Dienst für Erdrotation und Referenzsysteme festgelegt. Zuständig für die gesetzliche Zeit eines jeweiligen Landes ist jedoch meist eine jeweilige staatliche Einrichtung. Da Schaltsekunden erheblichen technischen Aufwand bewirken, wird mittelfristig (2035) ihre Abschaffung angestrebt.

## Geschichte
Bis in die 1950er Jahre war die Sekunde als 1/86.400 eines mittleren Sonnentages definiert. Eine vom Sonnenstand und damit letztlich von der Erdrotation abgeleitete Zeitskala verläuft jedoch nicht streng gleichförmig, da die Rotationsgeschwindigkeit der Erde unregelmäßigen Schwankungen und einer langfristigen Verlangsamung unterliegt, weshalb gleichförmig hinzugefügte Schaltsekunden im Allgemeinen nicht korrekt sein können.
Da auch die anschließend gültige Ephemeridensekunde den Anforderungen nicht genügte, wird die Sekunde seit 1967 durch eine genau bestimmte Strahlungsfrequenz festgelegt, nämlich als das 9.192.631.770fache der Periodendauer der dem Übergang zwischen den beiden Hyperfeinstrukturniveaus des Grundzustands von Atomen des Nuklids 133Cs entsprechenden Strahlung. Die so erzeugte gleichförmig verlaufende Zeitskala ist die Internationale Atomzeit (TAI). Die Erdrotation wird dennoch weiter beobachtet; die aus ihr abgeleitete ungleichförmig verlaufende Zeitskala ist die Universal Time UT1, die z. B. für astronomische Zwecke benötigt wird.
Im Jahr 1972 betrug die Differenz zwischen UTC und TAI vor Einführung der Schaltsekunde bereits 10 Sekunden, im 1. Halbjahr 2020 lag sie bei 37 Sekunden.
Obwohl die Sekunde im Laufe der Zeit mehrmals neu definiert wurde, behielt man ihre Länge bei jedem Definitionswechsel so gut wie möglich bei. Daher basiert die Länge der heutigen SI-Sekunde letztlich auf Bestimmungen der Länge des mittleren Sonnentags aus dem späten 19. Jahrhundert. Die Veränderlichkeit des mittleren Sonnentages war damals noch nicht bekannt, und ihre mittlere Länge war aus Beobachtungsmaterial bestimmt worden, das sich hauptsächlich über das 18. und 19. Jahrhundert erstreckte. Als Folge ist die heutige Sekunde repräsentativ für die Länge der astronomisch bestimmten Sekunde etwa zur Mitte des damals ausgewerteten Beobachtungszeitraums, also um 1820. Gegenwärtig ist der Sonnentag einige Millisekunden länger als damals, sodass auch die aus der Erdrotation abgeleitete UT1-Sekunde etwas länger ist als die SI-Sekunde, welche die Verhältnisse vor 200 Jahren widerspiegelt. Zum Ausgleich werden (positive) Schaltsekunden in UTC eingefügt. Sollte sich die Eigenrotation der Erde beschleunigen und der mittlere Sonnentag kürzer als 86.400 SI-Sekunden werden, können auch negative Schaltsekunden „eingefügt“, d. h. einzelne Sekunden ausgelassen werden. Bislang waren alle Schaltsekunden stets positiv.

1962 bis 2021: Abweichung der Tageslängen (−1,2 … +4,2 ms) sowie kumulative Verschiebung (−7 … +27 s) bezogen auf 1972

## Notwendigkeit
| 1972,0: TAI = UTC + 10 s | 1972,0: TAI = UTC + 10 s | 1972,0: TAI = UTC + 10 s |       |
| Jahr                     | 30. Juni                 | 31. Dez.                 | Δ     |
| ------------------------ | ------------------------ | ------------------------ | ----- |
| 1972                     | + 1 s                    | + 1 s                    | +12 s |
| 1973                     | –                        | + 1 s                    | +13 s |
| 1974                     | –                        | + 1 s                    | +14 s |
| 1975                     | –                        | + 1 s                    | +15 s |
| 1976                     | –                        | + 1 s                    | +16 s |
| 1977                     | –                        | + 1 s                    | +17 s |
| 1978                     | –                        | + 1 s                    | +18 s |
| 1979                     | –                        | + 1 s                    | +19 s |
| 1980                     | –                        | –                        | +19 s |
| 1981                     | + 1 s                    | –                        | +20 s |
| 1982                     | + 1 s                    | –                        | +21 s |
| 1983                     | + 1 s                    | –                        | +22 s |
| 1984                     | –                        | –                        | +22 s |
| 1985                     | + 1 s                    | –                        | +23 s |
| 1986                     | –                        | –                        | +23 s |
| 1987                     | –                        | + 1 s                    | +24 s |
| 1988                     | –                        | –                        | +24 s |
| 1989                     | –                        | + 1 s                    | +25 s |
| 1990                     | –                        | + 1 s                    | +26 s |
| 1991                     | –                        | –                        | +26 s |
| 1992                     | + 1 s                    | –                        | +27 s |
| 1993                     | + 1 s                    | –                        | +28 s |
| 1994                     | + 1 s                    | –                        | +29 s |
| 1995                     | –                        | + 1 s                    | +30 s |
| 1996                     | –                        | –                        | +30 s |
| 1997                     | + 1 s                    | –                        | +31 s |
| 1998                     | –                        | + 1 s                    | +32 s |
| 1999                     | –                        | –                        | +32 s |
| 2000                     | –                        | –                        | +32 s |
| 2001                     | –                        | –                        | +32 s |
| 2002                     | –                        | –                        | +32 s |
| 2003                     | –                        | –                        | +32 s |
| 2004                     | –                        | –                        | +32 s |
| 2005                     | –                        | + 1 s                    | +33 s |
| 2006                     | –                        | –                        | +33 s |
| 2007                     | –                        | –                        | +33 s |
| 2008                     | –                        | + 1 s                    | +34 s |
| 2009                     | –                        | –                        | +34 s |
| 2010                     | –                        | –                        | +34 s |
| 2011                     | –                        | –                        | +34 s |
| 2012                     | + 1 s                    | –                        | +35 s |
| 2013                     | –                        | –                        | +35 s |
| 2014                     | –                        | –                        | +35 s |
| 2015                     | + 1 s                    | –                        | +36 s |
| 2016                     | –                        | + 1 s                    | +37 s |
| 2017                     | –                        | –                        | +37 s |
| 2018                     | –                        | –                        | +37 s |
| 2019                     | –                        | –                        | +37 s |
| 2020                     | –                        | –                        | +37 s |
| 2021                     | –                        | –                        | +37 s |
| 2022                     | –                        | –                        | +37 s |
| 2023                     | –                        | –                        | +37 s |
| 2024                     | –                        | –                        | +37 s |
| 2025                     | –                        | –                        | +37 s |
| Σ                        | + 11 s                   | + 16 s                   |       |
| Σ                        | + 27 s                   |                          |       |
| Gesamt: TAI = UTC + 37 s |                          |                          |       |

Die Erdrotation unterliegt aufgrund einer Vielzahl von Einflüssen ständigen Schwankungen. In den letzten Jahrzehnten hat sie sich beschleunigt, langfristig wird sie aber durch die Gezeitenreibung und die Gravitationswirkung des „langsameren“ Mondes gebremst. Darum wird UT1 auf lange Sicht immer langsamer, während TAI streng gleichförmig verläuft.
Die im Alltag verwendete amtliche Zeit sollte sich zweckmäßigerweise am Tag-Nacht-Wechsel, also an der Erdrotation und damit an UT1 orientieren, andererseits ist für technische Zwecke ein streng gleichförmiges Zeitmaß, also TAI, wünschenswert. Als Kompromiss wurde die Koordinierte Weltzeit UTC eingeführt. Zeiteinheit für UTC ist wie für TAI die mit Atomuhren gemessene SI-Sekunde. Durch Einfügen von Schaltsekunden wird erreicht, dass sich UTC nie um mehr als 0,9 Sekunden von UT1 entfernt. Auf diese Weise ist einerseits gewährleistet, dass die weit verbreitete UTC nicht langfristig von der mittleren Sonnenzeit abdriftet, andererseits steht eine atomuhrgenaue Zeiteinheit zur Verfügung.

## Praktische Durchführung
Schaltsekunden werden in Deutschland von der Physikalisch-Technischen Bundesanstalt festgelegt, die sich dazu an die international vom Internationalen Dienst für Erdrotation und Referenzsysteme festgelegten Schaltsekunden hält. Schaltsekunden werden vorrangig am 31. Dezember oder 30. Juni, nachrangig am 31. März oder 30. September nach 23:59:59 UTC (also vor 01:00 MEZ bzw. 02:00 MESZ) eingefügt. Seit Einführung des Systems 1972 wurden ausschließlich die Zeitpunkte im Dezember und Juni benutzt.
Die Anweisung, eine Schaltsekunde einzufügen, wird immer dann gegeben, wenn für die nächste Zukunft zu erwarten ist, dass der Unterschied zwischen UTC und UT1 über 0,9 Sekunden anwächst. Nach 23:59:59 UTC der genannten Tage wird eine zusätzliche Sekunde bei 23:59:60 eingefügt, bevor die Uhr auf 00:00:00 des Folgetages vorrückt. Das bedeutet, dass der Tag mit der Schaltsekunde aus 86.401 Atomsekunden besteht statt der üblichen 86.400. Für den Fall, dass die Erdrotation deutlich schneller werden würde, sind auch negative Schaltsekunden vorgesehen. In diesem Fall würde der Folgetag mit 00:00:00 direkt auf 23:59:58 folgen. Dieser Fall ist jedoch noch nie eingetreten. Zwar hat sich die Erdrotation seit Ende der 1970er Jahre leicht beschleunigt (vor dem Hintergrund der üblichen Schwankungen), so dass Schaltsekunden seither weniger häufig notwendig waren. Ein Tag ist jedoch immer noch länger als die nominellen 86.400 Atomsekunden, so dass voraussichtlich weiterhin in mehr oder weniger regelmäßigen Abständen ein Ausgleich durch positive Schaltsekunden erfolgen muss.
Die korrekte Darstellung von 23:59:60 ist jedoch selten auf handelsüblichen Uhren zu sehen. Alle Uhren, die nur von ihrem eigenen Zeitgeber getaktet werden (meist ein Schwingquarz) haben keine Information darüber, wann eine Schaltsekunde zu berücksichtigen ist. Daher können prinzipiell nur solche Uhren eine Schaltsekunde korrekt darstellen, die auf anderem Wege, z. B. Zeitsignal oder NTP, Informationen über eine anstehende Schaltsekunde erhalten. Das Zeitsignal DCF77 enthält die Information, ob am Ende der laufenden Stunde eine (positive) Schaltsekunde einzufügen ist. Wenn eine Funkuhr in diesem Zeitraum das Zeitsignal empfängt, so könnte theoretisch eine korrekte Darstellung erfolgen. Allerdings ist es bei Funkuhren durchaus üblich, das Zeitsignal deutlich seltener zu empfangen (etwa einmal pro Tag), sodass auch hier meist kein Empfang der Schaltsekunde erfolgt. In diesem Fall bleibt die Schaltsekunde zunächst unberücksichtigt, sodass die Uhr zwischen 23:59:59 und dem nächsten Zeitzeichenempfang um eine Sekunde vorgeht.
Das Global Positioning System (GPS) benutzt seit seiner Einführung 1980 eine Atomzeitskala ohne Schaltsekunden, um nicht aus dem Takt zu geraten. Die GPS-Zeit ist daher der UTC um mittlerweile 18 Sekunden voraus (Stand Januar 2023). Die aktuelle Differenz wird im GPS-Signal mit übertragen, um bei GPS-Empfängern und -Nutzern die UTC sekundengenau verfügbar zu machen. Das russische GLONASS hingegen berücksichtigt Schaltsekunden.

## Zukunft
Aufgrund der Unregelmäßigkeit der Verlangsamung der Erdrotation ist eine Vorhersage, ob und wann eine Schaltsekunde notwendig wird, nur für die nähere Zukunft möglich. Es ist Aufgabe des Internationalen Dienstes für Erdrotation und Referenzsysteme (IERS), die Erdrotation zu beobachten und festzustellen, ob eine Schaltsekunde notwendig ist. Ihre Feststellung wird im halbjährlich erscheinenden Bulletin C sechs Monate vor dem Termin veröffentlicht. Die bisher letzte Schaltsekunde wurde am 31. Dezember 2016 (UTC±0) eingefügt.
Da dieser Vorgang eine Fehlerquelle für Computersysteme sein kann, wird überlegt, ob das Einfügen der Schaltsekunden seltener stattfinden oder das System grundsätzlich geändert werden soll. Wenn etwa im Jahr 2600 eine ganze Schalt-Stunde eingefügt würde, könnte auf die häufigen kleinen – in unregelmäßigen Abständen vorzunehmenden – Anpassungen verzichtet werden.
Im November 2022 votierte die Generalkonferenz für Maß und Gewicht (CGPM) dafür, ab 2035 das Einfügen weiterer Schaltsekunden auszusetzen. Dieser Beschluss wurde im Dezember 2023 von der ITU bestätigt und soll auf der CGPM 2026 endgültig beschlossen werden.

## Sonstiges
Das bisher längste Jahr im gregorianischen Kalender in den Zeitzonen UTC±0 und westlich war 1972. Es war als Schaltjahr um einen Tag und zwei Schaltsekunden länger als üblich. Das kürzeste Jahr war 1582, als durch die Einführung des Gregorianischen Kalenders die zehn Tage zwischen dem 4. und dem 15. Oktober übersprungen wurden.
Die Schaltsekunde am 30. Juni 2012 verursachte weltweit an Servern mit bestimmten Linux-Kernelversionen erhebliche Probleme. Durch einen Programmfehler im Kernel kam es zu einem sogenannten Deadlock. Hauptsächlich betroffen waren Java-basierte Programme und MySQL-Datenbanken. Neben der Fluggesellschaft Qantas, die rund 50 Flüge verschob, waren viele große Websites betroffen, was Fachzeitschriften zu einem Vergleich mit dem Millennium-Bug bewog. Das Unternehmen Google umging das Problem durch einen Trick, bei dem über den ganzen Tag hinweg kleine Zeitinkremente für die Zeitsteuerung des NTP-Servers aufsummiert wurden, bis der Zeitunterschied egalisiert war.